# IC 474
IC 474 ist eine Spiralgalaxie vom Hubble-Typ Sa im Sternbild Zwillinge auf der Ekliptik. Sie ist schätzungsweise 362 Millionen Lichtjahre von der Milchstraße entfernt und hat einen Durchmesser von etwa 105.000 Lj. 

Im selben Himmelsareal befinden sich u. a. die Galaxien NGC 2449, NGC 2450, IC 476, IC 2205.
Das Objekt wurde am 30. Januar 1892 vom französischen Astronomen Stéphane Javelle entdeckt.